# Баклажановий папетон
Баклажановий папетон (фр. Papeton d'aubergine) — страва з баклажанів родом зі французького міста Авіньйон. Названа так, бо її готували у формі папської тіари. При цьому спочатку папетоном називали очищений від лушпиння та зерен кукурудзяний качан.
Уже в 1970 році ресторанні критики Анрі Го та Крістіан Мійо писали про авіньйонський папетон: «Баклажановий папетон (також відомий як папський баклажан) — один із типових рецептів міста, яке так любить ці темні та вишукані овочі».
Папетон готують із баклажанового пюре (баклажани попередньо відварюють або тушкують), змішаного зі збитими яйцями. Отриману масу запікають у духовці, а потім подають холодною зі свіжим томатним соусом. До страви рекомендується червоне вино Провансу (AOC Palette Rouge).